# Jean-Baptiste Massillon
Pour les articles homonymes, voir Massillon.
Jean-Baptiste Massillon, né le 24 juin 1663 à Hyères (France) et mort le 28 septembre 1742 à Beauregard-l'Évêque, est un homme d'Église français, évêque de Clermont en Auvergne.

## Biographie

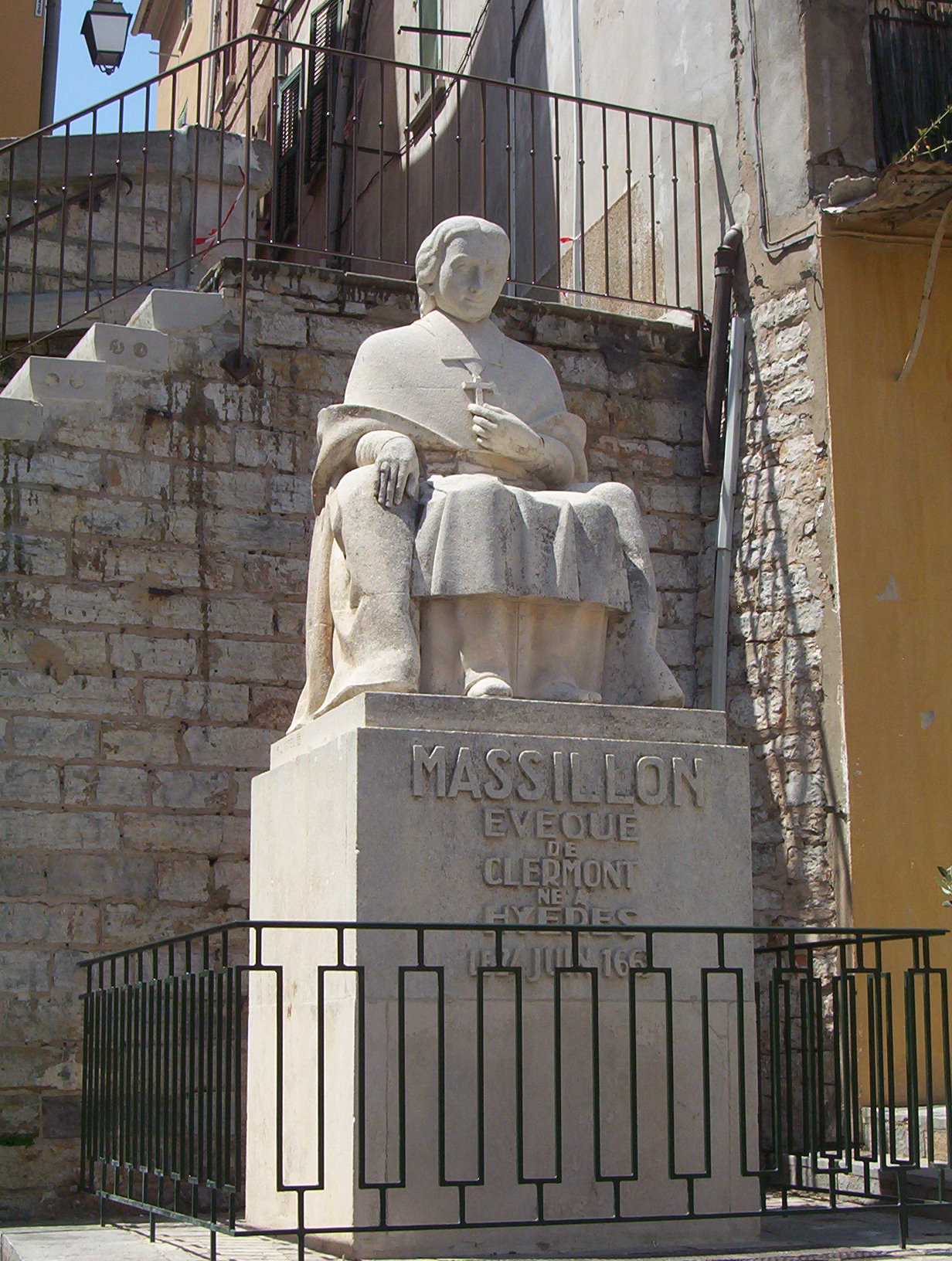
Statue de Massillon, place Massillon à Hyères, sa ville natale.

Il rejoint la congrégation des oratoriens, présents à Hyères, sa ville natale, à l'âge de 18 ans et commence par enseigner dans les collèges de son ordre, notamment à Pézenas en 1684 et 1685, et au séminaire de Vienne.
Il est ordonné prêtre le 22 septembre 1691. Ayant remarqué très tôt son éloquence, on fait appel à lui dès 1691 pour prononcer l'oraison funèbre de l'évêque de Vienne Henri de Villars, puis celle de l'archevêque de Lyon, Camille de Neufville de Villeroy en 1693. Après ces succès, il se réfugie à l'abbaye cistercienne de Sept-Fons. Le cardinal de Noailles, évêque de Paris, le rappelle alors pour diriger le séminaire Saint-Magloire.
Très vite, il acquiert une réputation de grand prédicateur, en 1700, il prêche l’Avent à Versailles devant Louis XIV. Celui-ci, après avoir écouté un de ses sermons lui dit :
« Mon père, j'ai entendu plusieurs grands orateurs, J'en ai été content mais, après vous avoir entendu, je suis très mécontent de moi-même. ».
Madame de Coulanges écrit à son propos dans une lettre du 3 mars 1704 à Madame de Grignan : « Le père Massillon réussit à la cour comme il a réussi à Paris ; mais on sème souvent dans une terre ingrate, quand on sème à la cour, c'est-à-dire que les personnes qui sont fort touchées des sermons, sont déjà converties, et les autres attendent la Grâce, souvent sans impatience ; l'impatience serait déjà une grande grâce. »
Il prononce plusieurs oraisons funèbres, entre autres celles de princes du sang, le prince de Conti (1709), le dauphin (1711), et celle du roi (1715) qui commence par ces mots : « Dieu seul est grand, mes frères et dans ces derniers moments surtout où il préside à la mort des rois de la terre ».
Désigné comme évêque de Clermont-Ferrand le 12 novembre 1717, en 1718, il prêche les sermons du « petit carême » devant Louis XV alors âgé de 8 ans. Il reçoit ses bulles de confirmation le 14 novembre 1718 et il est consacré le 21 décembre de la même année par André Hercule de Fleury l'évêque de Fréjus. Il est élu membre de l’Académie française en 1718, en remplacement de l'abbé de Louvois, mais il n'y est présent qu'une seule fois, le 23 février 1719, jour de sa réception, préférant rester près de ses fidèles dans son diocèse. Il prend en effet possession de son siège le 29 mai 1719. Très apprécié dans son diocèse, il ne retourne à Paris qu’une seule fois pour prononcer en l'abbatiale de Saint-Denis l’oraison funèbre de la duchesse douairière d'Orléans (la fameuse princesse Palatine), mère du Régent en 1722.
Au XVIIIe siècle, il est souvent comparé à Bourdaloue et Bossuet. Ses sermons connaissent de nombreuses éditions et ses Œuvres complètes sont plusieurs fois publiées au cours du XIXe siècle.
Voltaire, qui se faisait lire Le Petit carême pendant ses repas, disait de lui : « Le prédicateur qui a le mieux connu le monde ; plus fleuri que Bourdaloue, plus agréable, et dont l’éloquence sent l’homme de cour, l’académicien, et l’homme d’esprit ; de plus, philosophe modéré et tolérant. »

## La bibliothèque de Massillon
En 1742, il lègue par testament au chapitre de la cathédrale de Clermont-Ferrand sa bibliothèque et ses boiseries de chêne, à la condition que la bibliothèque soit ouverte au directeur de son séminaire et au clergé. Jusqu'en 1790 cette bibliothèque est ouverte deux jours par semaine, non seulement aux ecclésiastiques, mais aux lettrés.

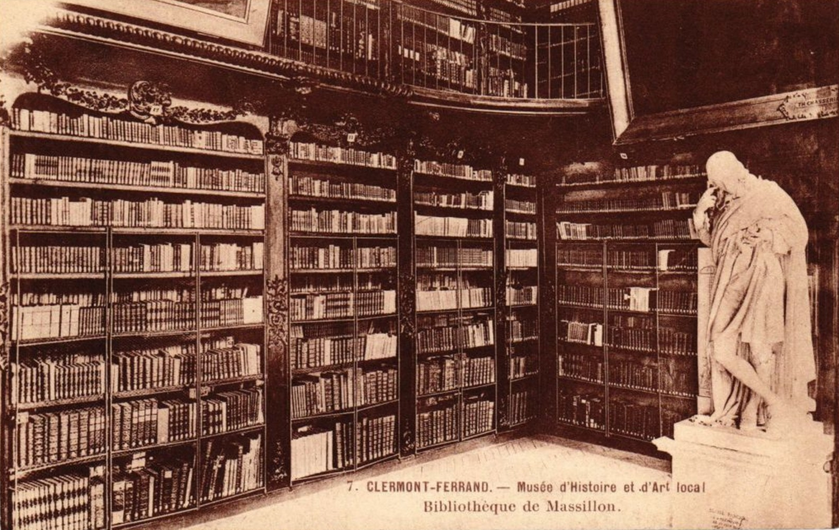
Les boiseries de Massillon dans la bibliothèque municipale avant 1905.

Saisies à la Révolution française, sa bibliothèque et ses boiseries sont ensuite transférées à la bibliothèque municipale de Clermont-Ferrand.
En 1905, les collections de la bibliothèque de Massillon sont transférées dans un bâtiment commun à la bibliothèque municipale et à la bibliothèque universitaire de Clermont-Ferrand, mais pas les boiseries. En 1919, les boiseries, restées propriété municipale, sont classées au titre d’objets. C'est dans cette bibliothèque municipale et interuniversitaire de Clermont-Ferrand (BMIU) qu'est aménagée en 1974 la salle Massillon à partir des boiseries de Massillon (réaménagées avec des ajouts postérieurs). Cette salle a subi un dégât des eaux en 1995. Les boiseries restaurées sont encore visibles dans la salle Massillon.

## Hommage et souvenir

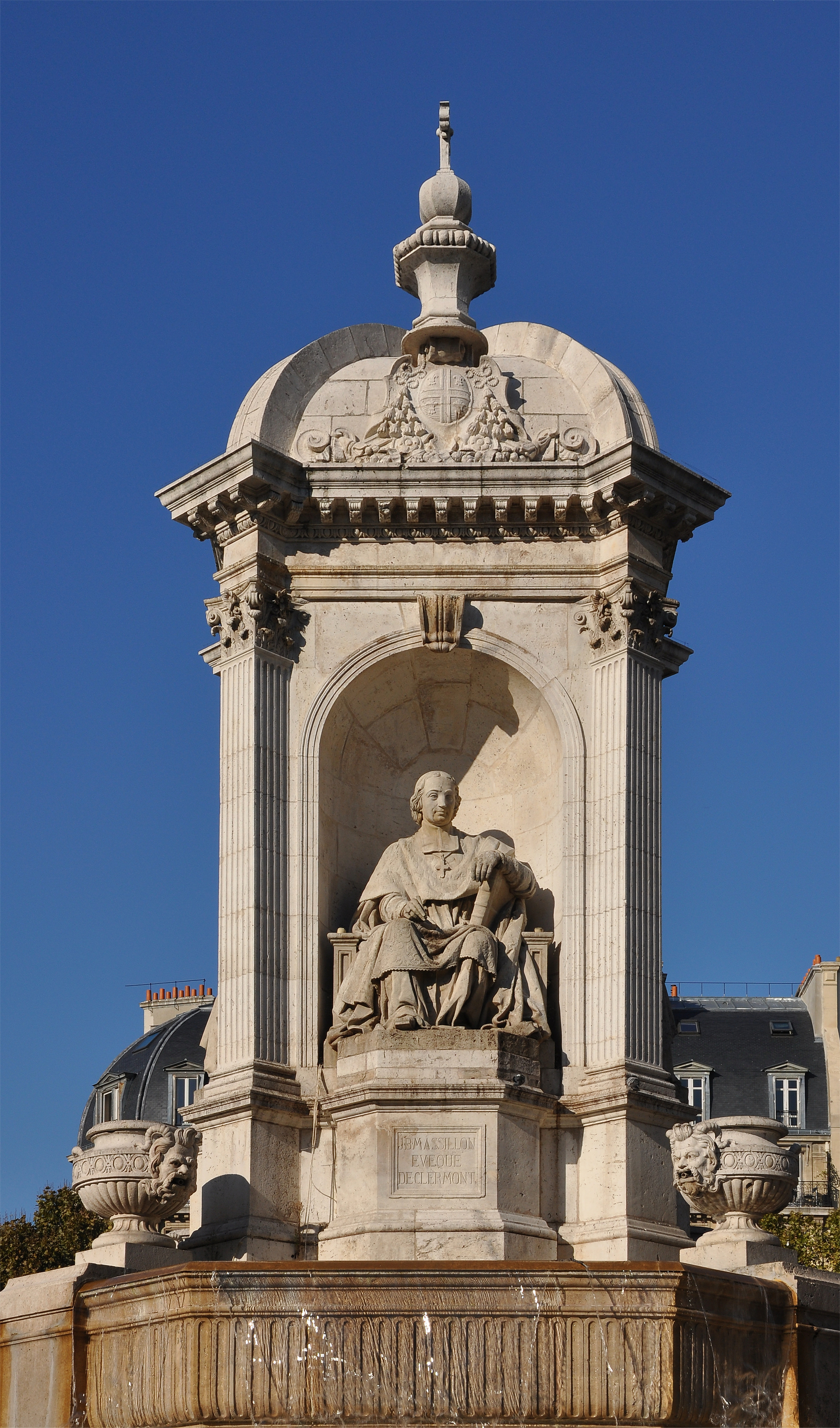
Massillon dans la fontaine Saint-Sulpice

La devise de Massillon était : « Odi procellas et procul arceo » (« Je hais les tempêtes et me tiens à l'écart »).
Massillon est un des quatre évêques prédicateurs (avec Bossuet, Fléchier et Fénelon) représentés sur la fontaine Saint-Sulpice devant l’église Saint-Sulpice de Paris, érigée par l’architecte Louis Visconti en 1847. La ville d’Hyères a également honoré Massillon en [1897 avec un monument réalisé pour la statue par William Pécou et pour le piédestal par Émile Eude, qui y traça les armes d’Hyères et de Clermont-Ferrand.
Il existe plusieurs rues et écoles portant son nom : la  rue Massillon à Paris dans l’île de la Cité, une école Massillon tenue par les Oratoriens dans le 4e arrondissement de Paris, une rue et une école Massillon à Clermont-Ferrand, ainsi qu'une école publique au Havre, au 101 de la rue portant son nom. À Pézenas, une rue qui conduit à l'ancien collège des Oratoriens porte son nom.
Son nom apparaît également sur la façade de la bibliothèque Sainte-Geneviève, sur la place du Panthéon à Paris.
Enfin une ville de l'Ohio porte son nom[réf. souhaitée].

## Succession apostolique
Jean-Baptiste Massillon a ordonné les évêques suivants :
- Évêque Paul de Ribeyre (1742)

## Citations
- « Nous sommes un mystère à nous-mêmes. »
- « Si nous ne naissons que pour les plaisirs des sens, pourquoi ne peuvent-ils nous satisfaire, et laissent-ils toujours un fonds d'ennui et de tristesse dans notre cœur ? »
- « Tout ce qui fait la grandeur des rois sur la terre en fait aussi le danger. »
- « Nous disons sans cesse que le monde n'est rien, et nous ne vivons que pour le monde. » (oraison funèbre du Grand Dauphin)
- « Des Talens. Que sont les grands Talens, que de grands vices, si nous ne les employons que pour nous-mêmes ? Que deviennent-ils entre nos mains? souvent les instrumens des malheurs publics, toujours la source de notre condamnation et de notre perte. Qu'est-ce qu'un souverain né avec une valeur bouillante et dont les éclairs brillent déjà de toutes parts dès ses plus jeunes ans, si la crainte de Dieu ne le conduit et ne le modère ? un astre nouveau et malfaisant, qui n'annonce que des calamités à la terre. Plus il croîtra dans cette science funeste, plus les misères publiques croîtront avec lui. Ses entreprises les plus téméraires n'offriront qu'une faible digue à l'impétuosité de sa course; il croira effacer, par l'éclat de ses victoires, leur témérité ou leur injustice. L'espérance du succès fera le seul titre qui justifiera l'équité de ses armes; tout ce qui lui paraîtra glorieux deviendra légitime. (…) »[9].

### Œuvres de Massillon
- Sermons : Oraisons funèbres  1745 Paris
- Sermons : Mystères 1745 Paris
- Œuvres Complètes de Massillon (en trois tomes), Bloud et Barral, 1877
- Petit carême, Librairie de la Bibliothèque nationale, Paris, 1881
- Petit Carême de Massillon, Évêque de Clermont, MDCCCXXIII Petit Carême sur Google Livres
- Sur le petit nombre des élus. Présentation scientifique de Jean-Baptiste Amadieu du sermon pour le troisième lundi de Carême de Massillon. Maison Malo Quirvane, mars 2019, Paris.

### Sur Massillon

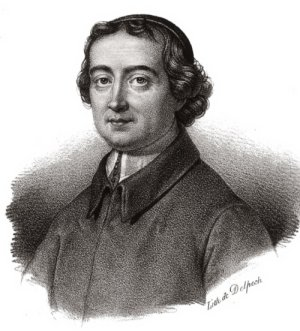

- Sermons de M. Massillon évêque de Clermont, ci-devant Prêtre de l'Oratoire..., Les frères Estienne, Paris, 1763.
- Abbé Blampignon, Massillon, d'après des documents inédits (Paris, 1879).
- Abbé Blampignon, L'Épiscopat de Massillon d'après des documents inédits, suivi de sa correspondance (Paris, 1884).
- D'Alembert, Éloge de Jean-Baptiste Massillon
- Chateaubriand, chapitre III du Génie du christianisme.
- Ferdinand Brunetière, "L'Éloquence de Massillon", in Études critiques, Paris, 1882.
- Père Ingold, L'Oratoire et le jansénisme au temps de Massillon, Paris, 1880.
- Michel Cohendy, « Correspondances, Décisions, Ordonnances et autres œuvres inédites de Jean-Baptiste Massillon, Évêque de Clermont », in Bulletin Historique et Scientifique de l’Auvergne, 1882, tome XXIV, p. 145-320.
- Marcel Laurent, « J. Soanen et J.-B. Massillon », in Chroniques de Port-Royal, 1975, p. 41-100.
- Marcel Laurent, « Massillon et le Cardinal de Bissy », in Études sur Massillon, Institut d’Études du Massif Central, 1975.
- Nicolas Pelleton, "Les hommes illustres face à la mort : les paradoxes énonciatifs du discours nécrologique dans l’Oraison funèbre de Louis XIV par Massillon », dans Ján Drengubiak (dir.), La Mort. Actes de la XXIXe université d’été de l’Association Jan Hus, Prešov, 28-29 juin 2021, Prešovská Univerzita v Prešove, Opera Facultatis, 2022, p. 61-72.
- Ouvrages de la médiathèque d'Hyères les Palmiers.

### Sur la bibliothèque de Massillon
- Lucie Albaret et Isabelle Diry, De la bibliothèque Massillon à la B.M.I.U.V.R ? Regards sur la Bibliothèque Municipale et Interuniversitaire de Clermont Ferrand, Enssib, 1998, 50 p. (lire en ligne)
- Jean Ehrard et John Renwick, Catalogue de la bibliothèque de Jean-Baptiste Massillon, Clermont-Ferrand, Faculté des Lettres et Sciences Humaines, coll. « Publications de l'Institut d'études du Massif central », 1977, 126 p.
- M.-M. Chevalier, « De la bibliothèque Massillon à la bibliothèque de Clermont », Etudes sur Massillon. Actes de la « Journée Massillon », Clermont-Ferrand, BMIU, 25 mai 1974,‎ 1975, p. 7-11.